# جون هالستيد
جون هالستيد (بالإنجليزية: John Halstead)‏ هو منافس ألعاب قوى أمريكي، ولد في 15 أغسطس 1886، وتوفي في 15 نوفمبر 1951.

## وصلات خارجية
- جون هالستيد على موقع أوليمبيديا (الإنجليزية)